# Jorge Aravena Carrasco
Jorge Aravena Carrasco (El Monte, 10 de diciembre de 1903-Santiago, 27 de marzo de 1983) fue un agricultor y político chileno. Se desempeñó como ministro de Salud Pública y Previsión Social, ministro de Agricultura y ministro del Interior, durante el segundo gobierno del presidente Carlos Ibáñez del Campo.

## Biografía

### Familia y estudios
Nació en la comuna chilena de El Monte el 10 de diciembre de 1903, hijo de Juan Aravena Contreras y Natalia Carrasco Iturrieta. Realizó sus estudios primarios y secundarios en el Liceo de Talca (actual Liceo Abate Molina) y en el Liceo Valentín Letelier de Santiago. Luego ingresó a cursar los superiores en el Instituto Superior de Comercio de Talca.
Se casó con Lidia Alfaro Gutiérrez, con quien tuvo cinco hijas.

### Carrera laboral
En el ámbito laboral, se desempeñó como industrial, agricultor y periodista. Entre los años 1922 y 1927, actuó como administrador de la Unión de Productores de Leche de la localidad de El Monte y a partir de 1927, fue propietario de la Central de Productores de Leche "Alejandro Larraín". Luego, fue socio de Ilabaca, Leiva y Cía., firma que en 1946 se convirtió en la Sociedad Lechera Aravena y Cía.
A partir de 1948, explotó un fundo llamado "Las Lilas" situado en la comuna de Maule, provincia de Talca, donde se dedicó a la exportación de fruta e impulsó un gran frigorífico. Hasta 1953 trabajó en el fundo "San Luis" ubicado en Panguilemu, Talca. Por otra parte, fue propietario de la Radio Regional de Curicó.

### Carrera política
Comenzó su actividad política al ingresar al Partido Agrario Laborista (PAL). En 1955 renunció al mismo, y pasó a inscribirse en el Partido Agrario Laborista Recuperacionista, colectividad de la ocupó el cargo de presidente nacional en 1957.
En el marco se la segunda administración del presidente Carlos Ibáñez del Campo, el 3 de noviembre de 1952, fue nombrado por este como intendente de la provincia de Talca, fungiendo el puesto hasta enero de 1953. Más tarde, el 6 de enero de 1955, fue nombrado en la titularidad del Ministerio de Salud Pública y Previsión Social, dejando el cargo el 30 de mayo del mismo año.
A continuación, el 4 de julio de 1956, retornó al gabinete siendo nombrado como titular del Ministerio de Agricultura, función que cumplió hasta el 23 de abril de 1957; ocasión en la que fue trasladado al Ministerio del Interior, desempeñándose como tal hasta el 3 de julio. Bajo el mismo gobierno, entre 1954 y 1955 actuó como director general del Servicio de Seguro Social (SSS) y entre 1955 y 1956 como presidente del Banco del Estado.
En las elecciones parlamentarias de 1961, postuló como candidato a diputado por la 12.ª Agrupación Departamental de Talca, Lontué y Curepto, resultando electo por el periodo legislativo 1961-1965. Durante esta gestión, integró la Comisión Permanente de Agricultura y Colonización, la Comisión Mixta de Presupuestos, la Comisión Especial sobre la Central Única de Trabajadores de Arica, en 1962 y en 1963; y la Comisión Especial del Vino, en el mismo año. Integró también, la Comisión Especial Investigadora del Servicio Nacional de Salud, en 1961 y 1962; y Especial Investigadora de los Decretos del Ministerio de Economía, sobre Internación de Vehículos Armados en Arica, en 1963. A nivel partidista, en 1961 renunció al Partido Agrario Laborista Recuperacionista y se incorporó al Partido Democrático Nacional (Padena), siendo miembro propietario del Comité Democrático Nacional en 1962.
En las elecciones parlamentarias de 1965, fue reelegido para un segundo período consecutivo, entre 1965 y 1969. Integró la Comisión Permanente de Relaciones Exteriores, y fue miembro de la Comisión Especial Investigadora del sismo de 1965; de la Especial Investigadora de Televisión; de la Especial Investigadora de la Industria Automotriz, en 1965; de Especial Investigadora de Actividades del Instituto de Investigaciones Geológicas, entre 1965 y 1966; y de la Comisión Especial de Acusación en Contra del Ministro de Interior Edmundo Pérez Zújovic, en 1968. Fue además, miembro del grupo parlamentario Democrático Nacional, en 1965. Al año siguiente, viajó a la 21.ª Asamblea General de las Naciones Unidas celebrada en Nueva York, Estados Unidos. Entre las mociones presentadas que fueron ley están: la ley n° 16.288 del 24 de agosto de 1965, «sobre internación de franquicias de alimentos, Central Única de Trabajadores (CUT)»; y la ley n° 16.621, del 1 de marzo de 1967, «que establece normas para el precio de venta de televisores».
Entre otras actividades, fue miembro del Automóvil Club y del Stade Français. Falleció en Santiago el 27 de marzo de 1983, a los 79 años.